# Toxicocalamus holopelturus
Toxicocalamus holopelturus är en ormart som beskrevs av McDowell 1969. Toxicocalamus holopelturus ingår i släktet Toxicocalamus och familjen giftsnokar och underfamiljen havsormar. Inga underarter finns listade i Catalogue of Life.
Arten förekommer endemisk på ön Rossel som tillhör Papua Nya Guinea. Honor lägger ägg.